# Sephena besula
Sephena besula är en insektsart som beskrevs av Medler 2000. Sephena besula ingår i släktet Sephena och familjen Flatidae. Inga underarter finns listade i Catalogue of Life.